# Beerwalde (Löbichau)
Beerwalde ist ein Ortsteil der Gemeinde Löbichau im Landkreis Altenburger Land in Thüringen.

## Lage
Das Dorf liegt im Ronneburger Acker- und Bergbaugebiet im Einzugsgebiet der Großensteiner Sprotte. Der Ortsteil befindet sich südwestlich von Löbichau. Die östlich am Ort vorbeiführende Bundesstraße 7 und die südlich vorbeiführende Bundesautobahn 4 kreuzen sich im Süden von Beerwalde an der „Anschlussstelle Ronneburg“. Zu den anderen Ortsteilen besteht Verbindung über Kreisstraßen.

## Geschichte

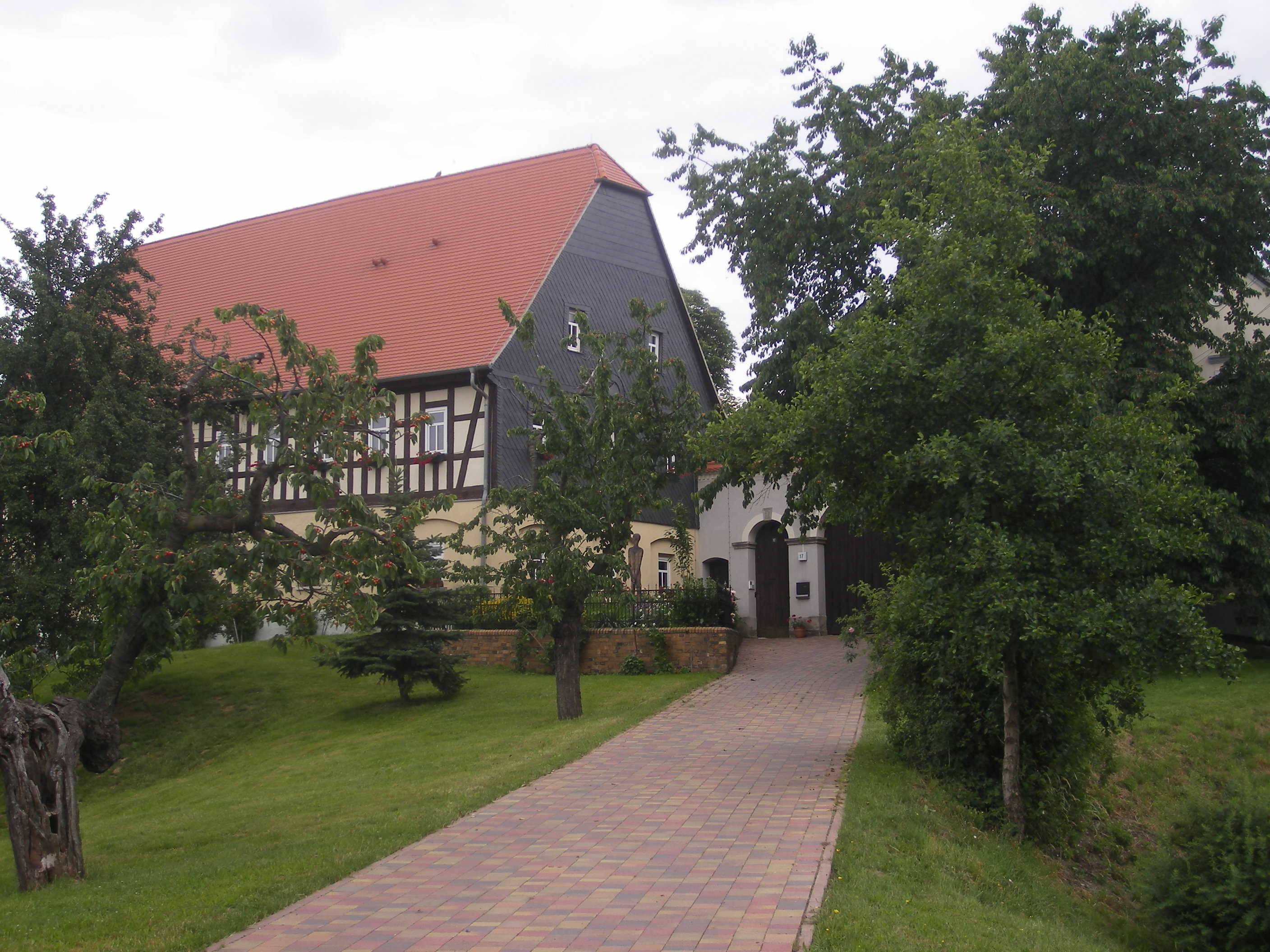
Vierseitiger Fachwerkhof

Beerwalde wurde am 30. September 1384 erstmals urkundlich erwähnt. Die Gemeinde spricht 1283 von einem bäuerlichen Dorf. 1820 brannten die Kirche und 32 Bauernhöfe und Häuser ab. Ein Jahr danach fand rechts und links der Beerwalder Sprotte der Neuaufbau, u. a. von Fachwerkbauten, statt. Mit dem folgenden Bau einer Ziegelei begann der Aufschwung im Ort. Die Ziegelei wurde dann ein Holzkohlebearbeitungsbetrieb.
Beerwalde gehörte zum wettinischen Amt Altenburg, welches ab dem 16. Jahrhundert aufgrund mehrerer Teilungen im Lauf seines Bestehens unter der Hoheit folgender Ernestinischer Herzogtümer stand: Herzogtum Sachsen (1554 bis 1572), Herzogtum Sachsen-Weimar (1572 bis 1603), Herzogtum Sachsen-Altenburg (1603 bis 1672), Herzogtum Sachsen-Gotha-Altenburg (1672 bis 1826). Bei der Neuordnung der Ernestinischen Herzogtümer im Jahr 1826 kam der Ort wiederum zum Herzogtum Sachsen-Altenburg.
Nach der Verwaltungsreform im Herzogtum gehörte Beerwalde bezüglich der Verwaltung zum Ostkreis (bis 1900) bzw. zum Landratsamt Ronneburg (ab 1900). Das Dorf gehörte ab 1918 zum Freistaat Sachsen-Altenburg, der 1920 im Land Thüringen aufging. 1922 kam es zum Landkreis Gera.
Bei der zweiten Kreisreform in der DDR wurden 1952 die bestehenden Länder aufgelöst und die Landkreise neu zugeschnitten. Somit kam die Gemeinde Beerwalde mit dem Kreis Schmölln an den Bezirk Leipzig, der seit 1990 als Landkreis Schmölln zu Thüringen gehörte und bei der thüringischen Kreisreform 1994 im Landkreis Altenburger Land aufging. Am 1. Januar 1974 erfolgte die Eingemeindung nach Löbichau.

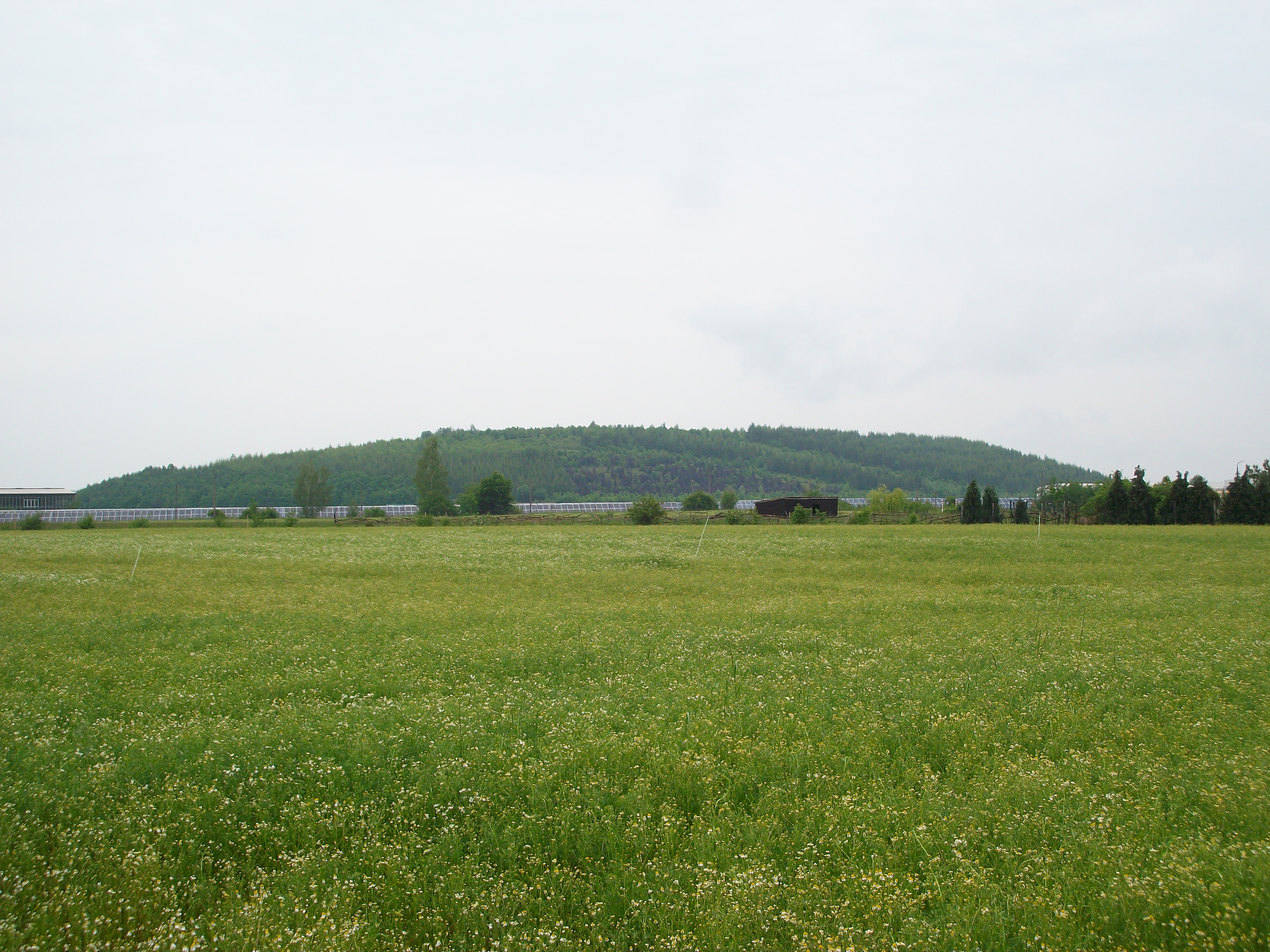
Halde bei Beerwalde

1968 kam die SDAG Wismut in das Umfeld von Ronneburg und in die eigene Gemarkung, wo in drei Schächten der Lagerstätte Drosen Uranerz abgebaut wurde. Die Industrialisierung begann unkontrollierbar für die Bewohner. Es folgten Betonstraßen, Förderanlagen und Belastungen für Mensch und Tier. Zwischen 1977 und 1991 wurde die „Halde Beerwalde“ nördlich des Orts aus Massen der Feldesteile Raitzhain, Beerwalde und Korbußen aufgeschüttet. Es entstand so eine Tafelhalde mit drei Plateaus und rund 40 m Höhe. 1991 stellte die Wismut ihre Tätigkeit ein. Es entstand auf dem Bergbauareal ein Gewerbegebiet mit dem folgenden Aufschwung für den Ortsteil. Ein weiteres Gewerbegebiet entstand im Südosten des Orts an der Autobahnauffahrt. Die Halde Beerwalde wurde im Zuge der Bergbausanierung um das Jahr 2000 mit Material der Halden Drosen und Korbußen vergrößert.

## Wirtschaft
Aufgrund seiner günstigen Verkehrslage besitzt der Ort ein großes Gewerbegebiet, so ist die Dietzel GmbH, ein Hersteller hydraulischer Erzeugnisse ansässig. In den Jahren 2012 und 2013 schlossen zwei große Unternehmen mit jeweils mehr als 100 Mitarbeitern. Das war zum einen 2012 die Jünger GmbH, die Auflieger für Nutzfahrzeuge produzierte und 2013 das Druckzentrum der OTZ.

## Verkehr
Beerwalde liegt an der Bahnstrecke Meuselwitz–Ronneburg und war Ausgangspunkt der Bahnstrecke Beerwalde–Drosen. Beide Bahnstrecken sind für den Personenverkehr stillgelegt. Lediglich auf dem Streckenabschnitt von der Sandgrube Kayna bei Naundorf bis Raitzhain verkehrt noch die Wismut-Werkbahn. Die Bahnstrecke Gößnitz–Gera verläuft im Süden an dem Ort vorbei. Der nächstgelegene Bahnhof befindet sich im 5 km entfernten Ronneburg. Zudem verläuft ebenfalls im Süden die Bundesstraße 7 sowie die Bundesautobahn 4, an die ein direkter Anschluss besteht. Die  THÜSAC  bedient den Ort mit den Linien 353 und 355.